# 観光政策
観光政策（かんこうせいさく）とは、観光政策を論じる場合、対象の観光全体の構造的な分析・把握が進展しておらず、現状では、形ある観光法制度を中心的に分析することにより、観光構造を推論する手法が適当と判断される。その結果、観光構造は、日常と非日常の差異の確認を求めてヒトが移動する社会構造であるとの通説的認識のもと、観光法制度においては日常と非日常が相対化していると分析される。
観光政策は、ヒトの移動に関する情報に収斂させ、新たに人流概念に基づく制度を構築するべきとの政策提言が行われている。

## 法令用語として登場する観光
1930年外客誘致のための行政組織を設置するため国際観光局官制（勅令）が制定された。
浜口雄幸内閣はロンドン海軍軍縮条約の批准にあたり国際貸借改善が重要政策であり、内閣重鎮の江木翼鉄道大臣は、黒字である帝国鉄道会計の実行予算をもって引き受けることとした。設立時は一般会計からの助成もなく、官吏俸給削減に反対する鉄道省官吏のストライキもあり、江木翼は寿命を縮め死亡したとされる。
朝日新聞データベース(聞蔵)の検索結果では、固有名詞として観光丸、観光寺、観光堂、観光社等が見受けられるが、普通名詞としては外地軍事施設等の視察（「駐馬観光」等）に使用（1893年）されることからはじまり、次第に軍事施設以外にも拡大し、国際観光局設置時期までには国際観光に限定されたものとして観光が定着していった。
当初「観光局」と報道されていたが、江木翼大臣の強いこだわりで「国際観光局」(Board of Tourist Industry)と命名された。観光は用語としては明治以前から存在し、その一方ツーリズムは当時認識されていなかったことが、翻訳造語の社会、宗教等とは異なるところである。
外客誘致政策である外貨獲得には、「物乞い」といった印象があり、国際観光局の命名理由を「観光国日本として、その姿を惜みなく外国に宣揚し、七つの海から国の光を慕つて寄り集ふ外人に歓待の手をさし延ぶべきである、と云ふ大抱負が、すなはちこの観光局の命名」であり「輝かしい国の光をしめし賓客を優遇する」とし、帝国日本の文化、満州の文化を世界に示す国威発揚のため、オリンピック誘致等とあいまって、語源の意味とは異なったものとして観光が使用されていった。

## 連合国占領終焉とともに誕生する国内観光政策
占領下において観光政策は外客誘致・外貨獲得が目的であり、厳しい為替管理等に関する国策として国の行政機関の手により進められてきた。
1948年に旅館業法及び温泉法、1949年に国際観光事業の助成に関する法律、通訳案内業法及び国際観光ホテル整備法、1952年に旅行あっ旋業法等の観光に関する基本的な法律が制定された。今日まで有効な観光に関する法制度はこの時期にほぼ整備されており、旅行あっ旋業法以外はその後今日に至るまで大きな制度変更はなかった。
用語の観光に国内観光が含まれるのは戦後占領が終了を迎える時期になってからである。1950年に一般乗合及び一般貸切旅客自動車の免許基準が大幅に緩和された際に、「観光事業の重要性に名をかり、不健全な遊覧、行楽に貴重な燃料を消費しない」という条件がつけられていた。表向き外国人観光客のためとするものの、国内観光客のための観光バス会社が数多く設立されたことが背景にあるとされ、観光が今日的意味で使用されるようになっていった実情がうかがえる。
2003年11月17日に行われた自由民主党総裁小泉純一郎と保守新党代表二階俊博の間における「自由民主党と保守新党の合流に関しての政策合意」においては「8日本の風土、伝統、文化、資源を活かし、観光立国・観光立県を実現するとともに、都市の再生、地方の再生を図ること」を合意している。

## 旧観光基本法の指針性と規範性等からくる観光政策論議の欠如
旧観光基本法は、教育、原子力、農業、災害対策に続く五番目の基本法であるとともに、議員提案による最初の基本法であった。
観光の法的定義について衆議院法制局では、観光概念は世間で使われているものと同じ意味であるとされ断念された。
旧観光基本法の指針性の欠如は、規範性のある法制度の前提となる観光概念が整理されないまま同法が規定されたことに起因し、同時に、実定法を中心とした観光関係法制度が発展的な広がりをみせなかったことにより、規範性のある法制度の前提となる観光概念も発展してこなかった。
観光政策についても観光概念の論議不足もあり、今日でも政策論争といったものとは程遠い段階にある。
総合保養地域整備法の制定時において研究者からの活発な政策提言はなされず、バブル崩壊後における事後批判が行われる程度であった。
研究者も乏しい研究材料しか持たず、政府関係審議会への参加機会確保等からも、自発的発言には慎重な態度をとる傾向があった。その代表例が国鉄改革をめぐる交通学研究者間の政策論争の貧しさへの批判であった。

## 観光立国推進基本法制定と観光庁設立
自由民主党と保守新党の政策合意が、議員提案による観光立国推進基本法の制定に結実した。外貨獲得目的としての外客誘致理念が機能しなくなっている今日、観光政策が展開される外客誘致理念の一つとして国威発揚が強調される。観光立国推進基本法の前文において「我が国を来訪する外国人観光旅客数等の状況も、国際社会において我が国の占める地位（中略）にふさわしいものとはなっていない」とするのは一種のプライド論である。
旧観光基本法は「地方公共団体は、国の施策に準じて施策を講ずるように努めなければならない」(3条)と規定していた。
「観光事業の本質は地域社会における個性の発揮」とする佐伯宗義の指摘を待つまでもなく、旧観光基本法のもっとも再検討すべき事項であった。
観光立国推進基本法は、地方公共団体は「自主的かつ主体的に」「その地方公共団体の区域の特性を生かした施策を策定し、及び実施する責務を有する。」（4条）と規定することとなったわけである。
観光立国推進基本法は行政機関の充実強化を図るため、「国及び地方公共団体は、観光立国の実現に関する施策を講ずるにつき、相協力するとともに、行政組織の整備及び行政運営の改善に努めるものとする」(26条)と規定した。

国土交通省においては、海難審判庁の廃止等を実施しなければならない時期にあたり、これらの決議を活用することにより国土交通省設置法改正が行われ、2008年10月観光庁が設置された。

## 観光政策と観光行政
「政策」とは、行政機関が行う政策の評価に関する法律（平成13年法86号）では「行政機関が、その任務又は所掌事務の範囲内において、一定の行政目的を実現するために企画及び立案をする行政上の一連の行為についての方針、方策その他これらに類するものをいう」と規定している。西谷剛は、政策とは「公益実現を目指して将来に対応するための目的と手段を選択を意図であって、その確定後は行政行動の指針となるもの」「政策という用語の説明はそれぞれにみられる。それぞれ全く別の事象を意味しているということはないが、微妙な差異がみられる。差異として次の3点を認識できると考える。①公的活動に係るものに限定するかしないか②意図ないし案という段階を強調するかそれが確定された段階を強調するか、③目的と手段の体系を強調するかしないか（強調する場合には政策－施策－事務事業という階層性が意識される）の三点である」（実体行政計画法』有斐閣2003年）とする。いずれにしても、観光も含めて政策とは行政にかかわるものであり、政策以外のビジネス等と区別されるものである。法治国家（法律による行政原理）である日本における観光政策研究は、政策は、法律・条例、予算、行政組織等に関するものが主な材料となり、観光教育において観光法制度論として観光政策が教えられている場合もある。

## 観光政策各論
外貨獲得、消費者保護、地域振興、国威発揚、国際親善等の観光政策の目的を論じ、観光政策の枠組みとしての観光制度を、行政組織、税・助成制度、観光資源制度、宿泊制度、旅客運送制度、旅行業制度ごとに分解して詳細分析することにより、今後の観光政策の方向を探り、新たな人流制度を構築するとともに、国の政策とは別に、各自治体が展開する地域観光政策についても詳細分析が求められる。